# 백양고등학교
백양고등학교(白楊高等學校)는 대한민국 경기도 고양시 덕양구 행신동에 있는 공립 고등학교이다.

## 학교 연혁
- 2000년 1월 8일 : 백양고등학교 설립인가(8학급)
- 2000년 3월 2일 : 초대 박상훈 교장 취임 및 개교
- 2000년 3월 4일 : 제1회 입학식(남 166명, 여 88명 계 254명)
- 2003년 2월 7일 : 제1회 졸업식(졸업생 233명, 총 졸업생수 233명)
- 2005년 1월 27일 : 신관 건물(5층) 완공
- 2007년 6월 19일 : 대노피움(다목적 강당) 개관
- 2008년 3월 1일 : 도지정 영재교육 정책 연구학교(2년차)
- 2010년 10월 30일 : 운동장 인조잔디 조성사업 완공
- 2011년 3월 1일 : 교육과학기술부지정 영어 말하기, 쓰기 연구학교 운영
- 2020년 3월 1일 : 교육부지정 고교학점제 선도학교 지정(1년 차)
- 2022년 3월 1일 : 제7대 고종현 교장 취임
- 2024년 2월 8일 : 제22회 졸업식(졸업생 268명, 총 졸업생 수 8,855명)
- 2024년 3월 4일 : 제25회 입학식(남 135명, 여 124명 계 259명)

## 참고 자료
- 백양고등학교 - 한국교육학술정보원 학교알리미